# Niklas Sandberg
Pour les articles homonymes, voir Sandberg.
Niklas Sandberg (né le 3 septembre 1978) est un footballeur suédois.

## Palmarès
CFR 1907 Cluj
- Champion de Roumanie (1) : 2008

 Stabæk
- Champion de Norvège (1) : 2008

 FK Haugesund
- Champion de Division 2 norvégienne (1) : 2009